# نييغاتا ألبيريكس
نييغاتا ألبيريكس هو فريق كرة سلة ياباني تأسس في 1954 يقع في نييغاتا. يلعب في دوري بي جاي.

## وصلات خارجية
الموقع الإلكتروني